# Michel Noppe
Michel Noppe (* 3. März 1937 in Roeselare) ist ein ehemaliger belgischer Radrennfahrer.

## Sportliche Laufbahn
Noppe war im Straßenradsport aktiv. Er fuhr für die belgische Nationalmannschaft in den 1960er Jahren und blieb während seiner gesamten Laufbahn Amateur. Er gewann eine Reihe von Eintagesrennen und Kriterien vor allem in Belgien. 1962 holte er in der Tunesien-Rundfahrt einen Etappensieg und wurde Achter im Endklassement. 1960 wurde er hinter Klaus Ampler Zweiter im Rennen Rund um Berlin. 1962 bestritt er die Internationale Friedensfahrt und wurde 35. der Gesamtwertung.